# Acacia uninervifolia
Acacia uninervifolia é uma espécie de leguminosa do gênero Acacia, pertencente à família Fabaceae.